# Tualatin
Tualatin is een plaats (city) in de Amerikaanse staat Oregon, en valt bestuurlijk gezien onder Clackamas County en Washington County.

## Demografie
Bij de volkstelling in 2000 werd het aantal inwoners vastgesteld op 22.791. In 2006 is het aantal inwoners door het United States Census Bureau geschat op 26.208, een stijging van 3417 (15,0%).

## Geografie
Volgens het United States Census Bureau beslaat de plaats een oppervlakte van 20,2 km², geheel bestaande uit land.

## Plaatsen in de nabije omgeving
De onderstaande figuur toont nabijgelegen plaatsen in een straal van 8 km rond Tualatin.

## Geboren
- Payton Pritchard (1998), basketballer
- Jordan Chiles (2001), Amerikaans artistiek turnster